# Peperbus (Bergen op Zoom)
De Peperbus is de kerktoren van de Sint-Gertrudiskerk in Bergen op Zoom.

## Geschiedenis

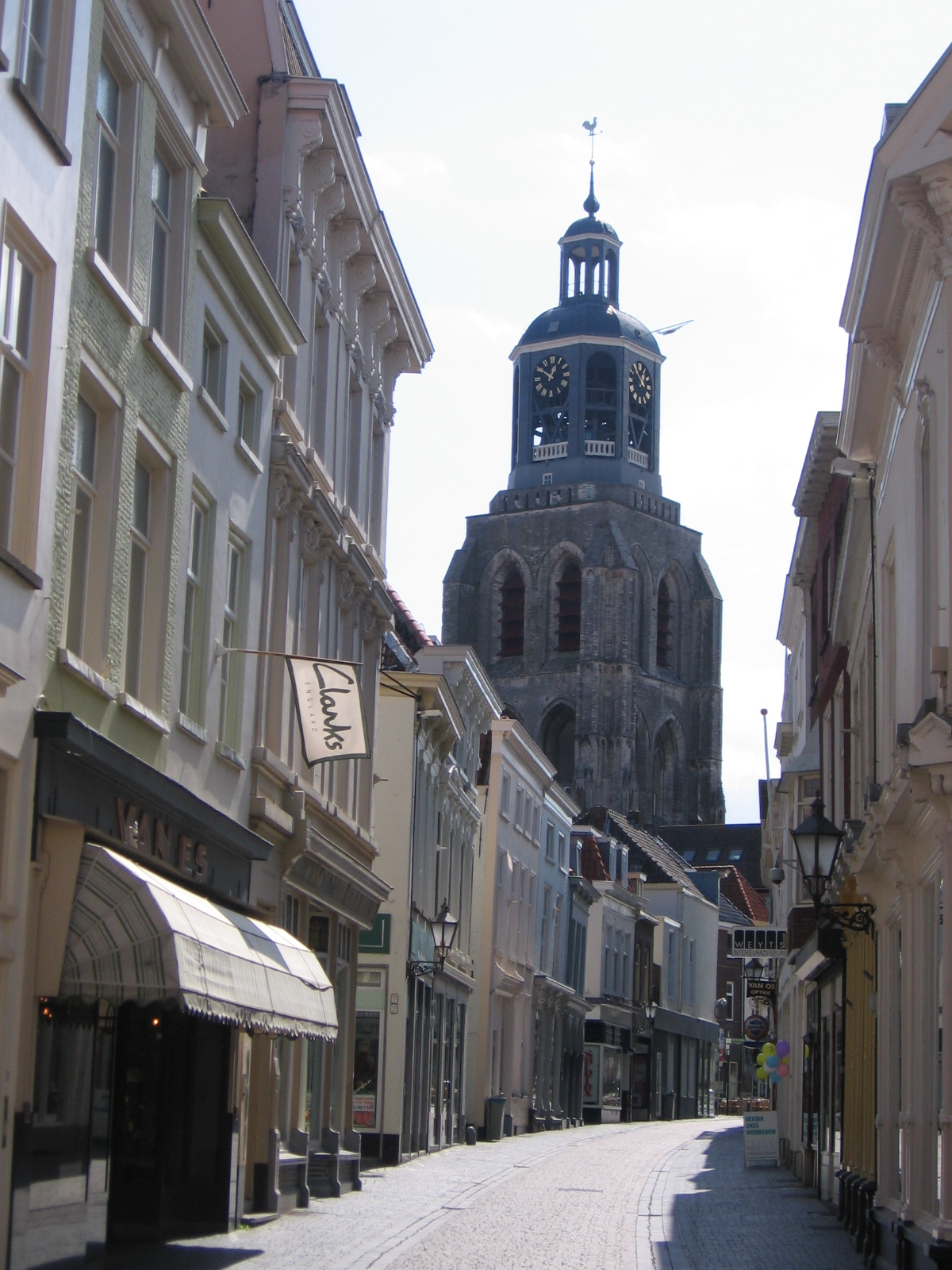
De toren gezien vanuit de Kremerstraat

Deze klokkentoren moet rond 1370 gebouwd zijn. In 1442 wordt de Sint-Gertrudiskerk verheven tot kapittelkerk. De kerk is daarom in opdracht van Jan II van Glymes uitgebreid. De opdracht hiervoor werd in 1443 aan de uit Antwerpen afkomstige Everaert Spoorwater gegeven. Nog voor dat hij zijn ontwerp kan verwezenlijken breekt er een grote stadsbrand uit. Uiteindelijk kan de bouw een jaar later van start gaan. In 1470 is de kerk klaar en wordt hij door de bisschop van Luik ingewijd.
Bergen op Zoom kent een tijd van grote economische bloei door de inkomsten van de jaarlijkse jaarmarkten en koudemarkten. Omdat deze bloei voor een toename van mensen zorgt, willen de heren van Bergen op Zoom en het kapittel de kerk uitbreiden. Spoorwater is inmiddels overleden en Antoon I Keldermans wordt aangewezen als zijn opvolger. Zijn ontwerp voor de grotere kerk wordt het Nieuwe Werck genoemd.
In 1505 start het werk aan het Nieuwe Werck. Tussen 1505 en 1526 wordt een driebeukig dwarsschip gebouwd en tussen 1539 en 1563 volgt de Sacramentskapel, die ook dienst zal doen als grafkelder voor de heren van Bergen op Zoom. Helaas is het gedaan met de bloei van Bergen op Zoom en in 1563 wordt de bouw wegens geldgebrek gestaakt. Het Nieuwe Werck brokkelt langzaam af en wordt een ruïne. Als de hervormden de kerk na de beeldenstorm van 1580 overnemen, worden de katholieken uit de kerk verdreven. Vanaf 1580 zal de kerk enkele eeuwen door het leven gaan als Grote Kerk tot de jaren 60 van de twintigste eeuw. In 1607 wordt het dak gedicht van het Nieuwe Werck, dit was het laatste werk, hierna verpauperde de ruïne verder.
In 1698 wordt de ruïne van het Nieuwe Werck verkocht en tussen 1699 en 1700 wordt het Nieuwe Werck gesloopt ten behoeve van bouwmateriaal voor de vestingwerken van de stad (naar ontwerp van Menno van Coehoorn). De open plek die ontstond vormt thans het Thaliaplein.
In 1747 is de Sint-Gertrudiskerk bij de belegering van Bergen op Zoom door de Fransen voor een groot deel door brand verwoest.
De bovenkant van de toren is bij de herbouw in 1750 gewijzigd naar zijn uiteindelijke vorm, die leidde tot de naam van Peperbus. Vanaf het maaiveld tot en met het torenhaantje meet de hoogte van deze kerktoren 62,10m.
De Peperbus is tussen 1951 en 1952 grondig gerenoveerd. Op 10 april 1972 brak bij restauratiewerkzaamheden een brand uit waarbij het koor en het dwarsschip van de kerk verloren zijn gegaan. De herstelwerkzaamheden duurden tot 1987.

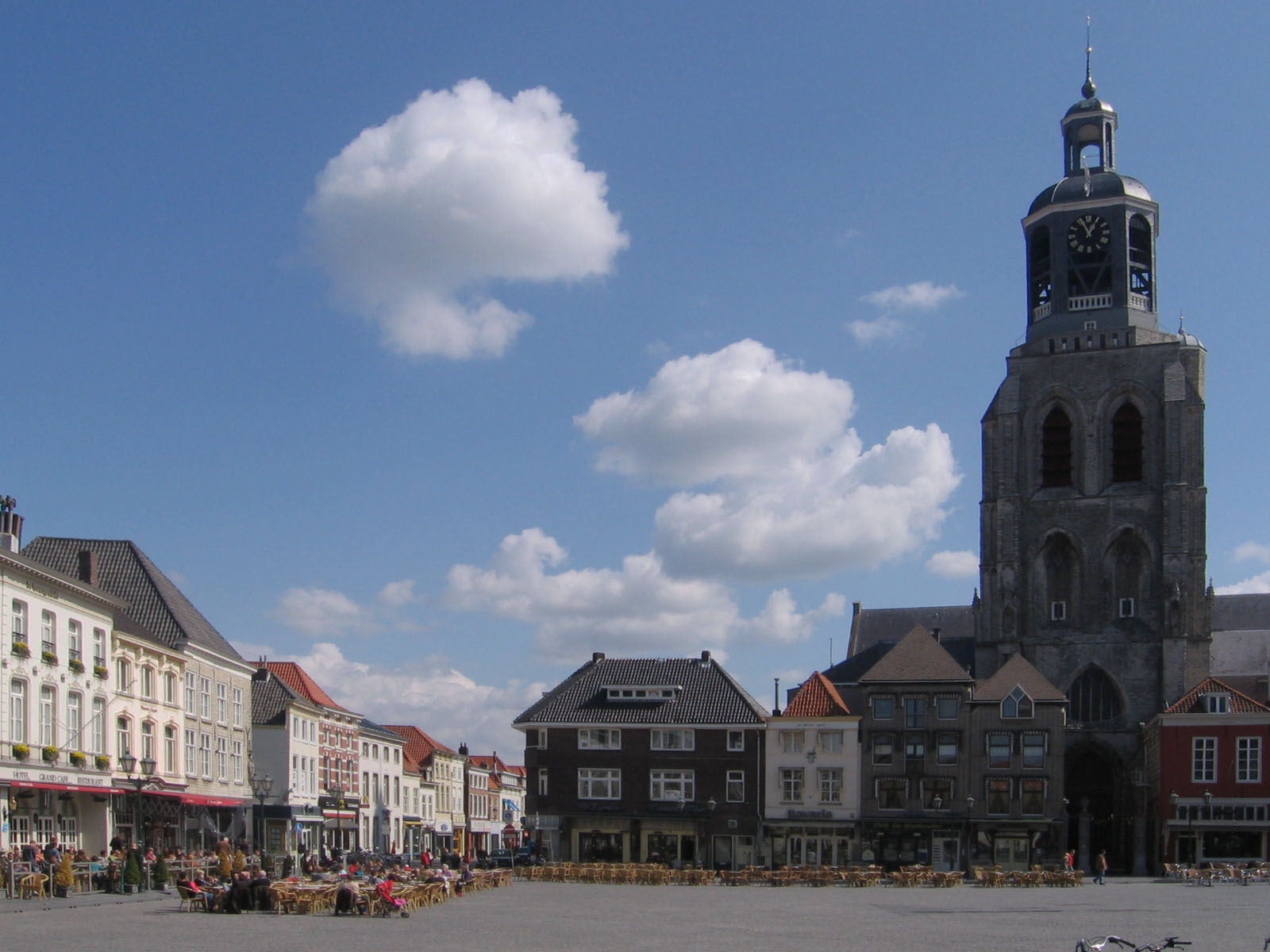
Gezien vanaf de Grote Markt

Het klokkenspel van de Peperbus is de Julianabeiaard. In 1747 was de beiaard door de Fransen vernield. Een nieuwe werd in 1938 door prinses Juliana in gebruik genomen. Beschietingen in de Tweede Wereldoorlog betekenden het einde voor dit klokkenspel. De huidige beiaard dateert van 1950. Het bevatte oorspronkelijk 44 klokken waaraan in 1955 nog vier klokken zijn toegevoegd. Dit geheel werd geleverd door de Koninklijke Eijsbouts te Asten. Een aantal notabelen waaronder De horloge- en klokkenmaker Cornelis Andriessen had zitting in de beiaardcommissie. In 1979 vond een revisie plaats.
De beiaard is pythagorisch gestemd. In 2003 kreeg het bovenstuk van de toren een complete revisie,waaronder ook de beiaard.

Tijdens de Vastenavend (Bergs carnaval) wordt de Peperbus van gezicht en kleding voorzien. De peperbus speelt dan op maandagmiddag mee met het spel van de kindervastenavend op de Grote Markt, hij kan dan ook praten.

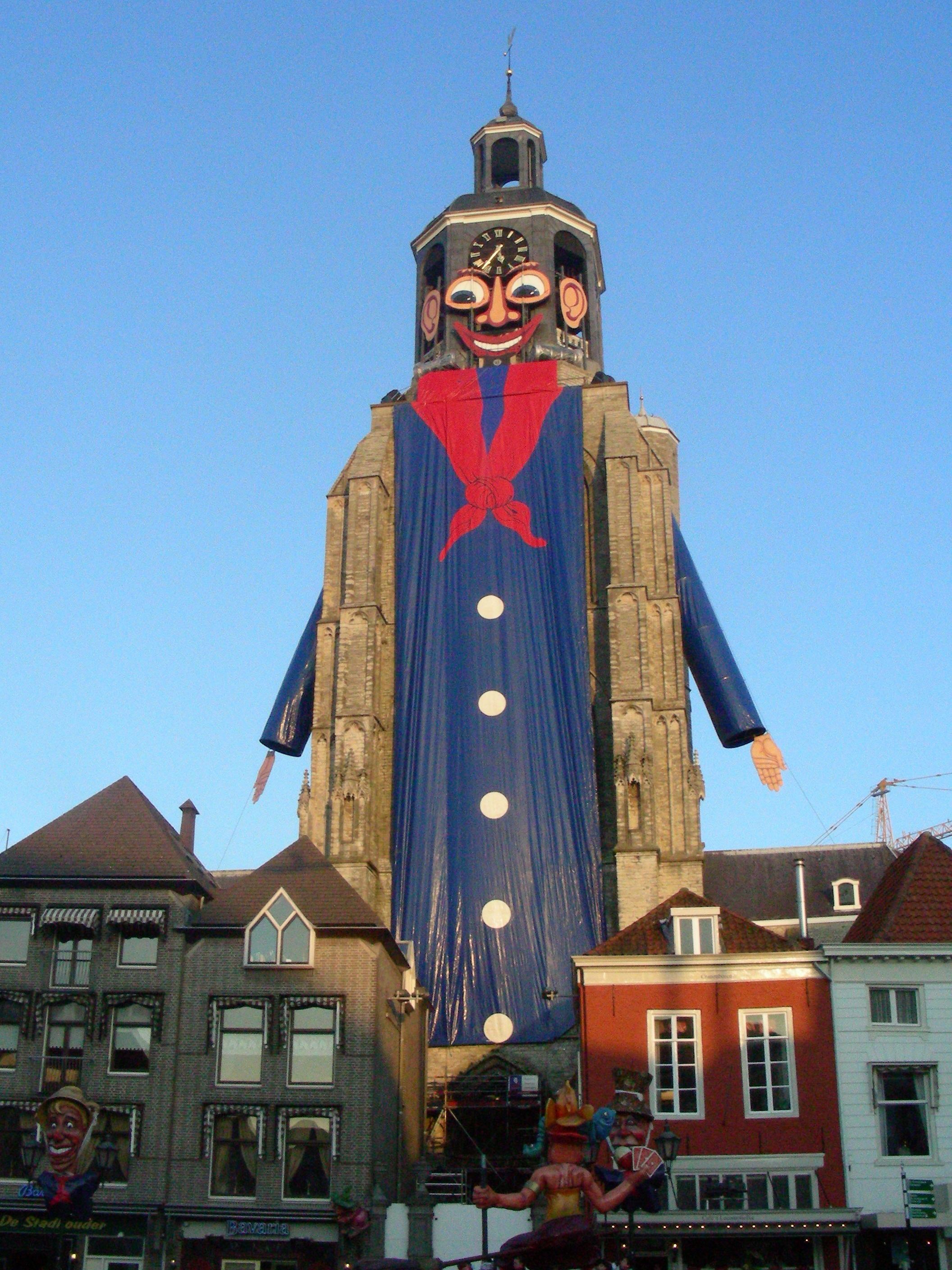
Peperbus tijdens de Vastenavend